# Iris Tabeling
Iris Tabeling (Amstelveen, 27 de junio de 1991) es una deportista neerlandesa que compitió en bádminton. Ganó una medalla de bronce en el Campeonato Europeo de Bádminton de 2016, en la prueba de dobles.

## Palmarés internacional
| Campeonato Europeo | Campeonato Europeo         | Campeonato Europeo | Campeonato Europeo |
| Año                | Lugar                      | Medalla            | Prueba             |
| ------------------ | -------------------------- | ------------------ | ------------------ |
| 2016               | La Roche-sur-Yon (Francia) | Medalla de bronce  | Dobles             |